# Toro Amarillo
Toro Amarillo è un distretto della Costa Rica facente parte del cantone di Valverde Vega, nella provincia di Alajuela.